# Frieda Beck-Weichselbaum
Frieda Beck-Weichselbaum, geborene Frieda Weixelbaum bzw. Frieda Weichselbaum (1814 in München – um 1890 in Coburg) war eine deutsche Opernsängerin (Sopran) und Gesangspädagogin.

## Leben
Friederike, genannt Frieda, war die Tochter des Sängerehepaars Georg Weixelbaum (* 1787) und der Münchner Hofsängerin Josephine Fantozzi-Weixelbaum (* 1789), Tochter des italienischen Sängerehepaars Angelo Fantozzi und Maria Marchetti. Bereits als Kind begleitete sie ihre Eltern als Sängerin in Deutschland und auf Gastreisen durch Italien, wo sie in den verschiedensten Städten in Konzerten auftrat.
In Deutschland debütierte sie 1829 in Mainz, 1830 fand sie ihr erstes Engagement am Darmstädter Hoftheater, 1831 bis 1839 am Hoftheater Coburg, woselbst sie mit dem Titel einer herzoglichen Kammersängerin ausgezeichnet wurde, 1839 bis 1842 am Hoftheater in Kassel, 1842 bis 1846 in Köln, 1846 bis 1848 in Mainz, 1849 bis 1853 in Würzburg, 1853 bis 1859 in Augsburg, nahm hierauf kein festes Engagement mehr an, sondern erschien sowohl in ganz Deutschland, wie in Brüssel, Antwerpen, Stockholm etc. zu Gast. Ende der 1860er Jahre zog sie sich nach Coburg zurück, wo sie sich mit der Ausbildung junger Bühnentalente beschäftigte und hochbetagt starb.
Sie war verheiratet mit einem Opernsänger Beck, ihr Sohn Edmund Beck wurde ebenfalls Sänger.